# 短蕊大青
短蕊大青（学名：Clerodendrum brachystemon）为唇形科大青属的植物，是中国的特有植物。分布于中国大陆的云南、西藏等地，生长于海拔760米至1,400米的地区，多生长于山谷疏林间润湿处，目前尚未由人工引种栽培。

## 别名
短蕊茉莉（云南植物志）